# Jean-François Heisser
Jean-François Heisser est un pianiste français né à Saint-Étienne (Loire) le 7 novembre 1950.

## Biographie
Jean-François Heisser a étudié le piano d'abord avec Paul Simonnar à Saint-Étienne, puis au Conservatoire de Paris avec Vlado Perlemuter.
Son vaste répertoire va de la musique romantique (Brahms, Chopin, Schumann, Schubert, Mendelssohn) à la musique contemporaine (Boulez, Stockhausen, Gilbert Amy, Berio).
À partir de 1986, Jean-François Heisser enseigne au Conservatoire de Paris. Il dirige par ailleurs l'Académie Maurice Ravel de Saint-Jean-de-Luz et est directeur musical des Soirées musicales d'Arles.
En 2000, après un vif succès rencontré lors des concerts de La Folle Journée (Nantes) et de La Roque-d'Anthéron, il reprend la direction artistique de l'Orchestre régional Poitou-Charentes.
Il se produit régulièrement avec les Quatuors Prazak, Lindsay et Ysaÿe. Avec Marie-Josèphe Jude, il joue le répertoire à quatre mains ou à deux pianos, interprète les deux sonates de Bartók avec le violoniste Peter Csaba. Parmi ses autres partenaires de musique de chambre, on peut citer Sandor Vegh, Augustin Dumay, Gérard Poulet, Georges Pludermacher, Pierre Amoyal, Régis Pasquier, Gérard Caussé, Michel Portal...Il participe également aux festivals de Montreux, Kuhmo, Bratislava, Turin.
Il donne l'intégrale des concertos de Beethoven sous la direction de Louis Langrée. En 2001, il joue le premier concerto de Brahms lors d'un concert d'adieux de Ievgueni Svetlanov. En 2002, il donne en création mondiale l’œuvre pour piano solo de Philippe Manoury La Ville dans le cadre du Festival Piano aux Jacobins.
Jean-François Heisser aime aussi diriger l'orchestre depuis son piano, comme il l'a fait notamment avec l'Orchestre national de France dans un concerto de Mozart.
Il a joué aussi avec les Philharmonies de Moscou, Bucarest, l'Orchestre de la Suisse Romande, l'Orchestre de chambre néerlandais, les orchestres de la RAI de Turin, de la Radio de Sofia et d'Helsinki, le Nouvel Orchestre Philharmonique de Radio-France, l'Orchestre de la Radio Bavaroise, l'orchestre du Mai florentin, sous les directions entre autres de Zubin Mehta, Emmanuel Krivine, Marek Janowski, Myung-Whun Chung, Leif Segerstam, Michael Tilson-Thomas...
Il compte parmi ses élèves Bertrand Chamayou, Vanessa Wagner, Lucas Debargue, Paul Montag.

## Prix
- 1973 : 1er prix de piano, contrepoint, harmonie, fugue, accompagnement et musique de chambre
- Concours internationaux de Vianna da Motta (Lisbonne) et Jaen (premier prix, Espagne)[1].

## Enregistrements
- Bande originale du film Au revoir les enfants de Louis Malle (Carrere, 1987, code barre 3218030964835)
- Intégrale de l'œuvre pour piano de Paul Dukas (Diapason d'or), Harmonic Records, 1988.
- Sonates pour violon et piano no 1 et no 2, 3 romances pour violon et piano de Schumann, Gérard Poulet, violon (Erato, 1992, 2292-45749-2)
- Danses hongroises de Brahms, avec Marie-Josèphe Jude (naïve, 2001)
- Sonates pour violon et piano no 1 et no 2 de Bartók, Péter Csaba (en), violon (Praga Digitals, 2001)
- Concerto pour piano et orchestre n°4 de Camille Saint-Saëns, Jean-François Heisser, piano, Les Siècles, dir. François-Xavier Roth. CD Musicales Actes Sud 2010
- Intégrale des Concertos de Beethoven Orchestre de la Nouvelle Aquitaine Mirare - 2017.
- Depuis plusieurs années, il s'est spécialisé dans le répertoire espagnol et a enregistré les œuvres pour piano de Falla, Albéniz, Granados, Mompou et Turina (Erato, 1996). Il a également enregistré Schumann, Bartók, Debussy, et Beethoven (Naïve, 2000).